# 政治媒體複合體
政治媒體複合體（英語：Politico-media complex，PMC），简称政媒复合体，是一個國家政治和統治階級與其媒體行業之間關係網絡的名稱。它還可能包括其他利益集團，如法律（及其執行）、公司、和跨國公司。政治媒體複合體(PMC)一詞被用作貶義詞，指政府、個別政客、和媒體行業之間的勾結。

## 早期媒體機構
在约翰内斯·谷登堡 (Johannes Gutenberg) 於 1450 年發明活字印刷術之前，大部分信息都是由城市公告員、講壇上的牧師、或調酒師提供的。城市公告員傳播信息和新聞，包括皇家法令、警察條例、重要的社區事件、和戰爭新聞。 這些早期的交流方式通常由信使步行傳遞，很容易被統治階級控制。  隨著印刷機的發明，書面新聞開始傳播。 Corantos 是報導新聞的半正規小冊子，是早期政治媒體複合體的一個例子。 corantos 在英國很受歡迎，主要報導外國新聞，因為英國皇家政府試圖控制國內新聞向大眾傳播的內容。 Corantos 最終將成為受較少政治控制的定期期刊，並標誌著工業化媒體的早期形式之一。

## 印刷

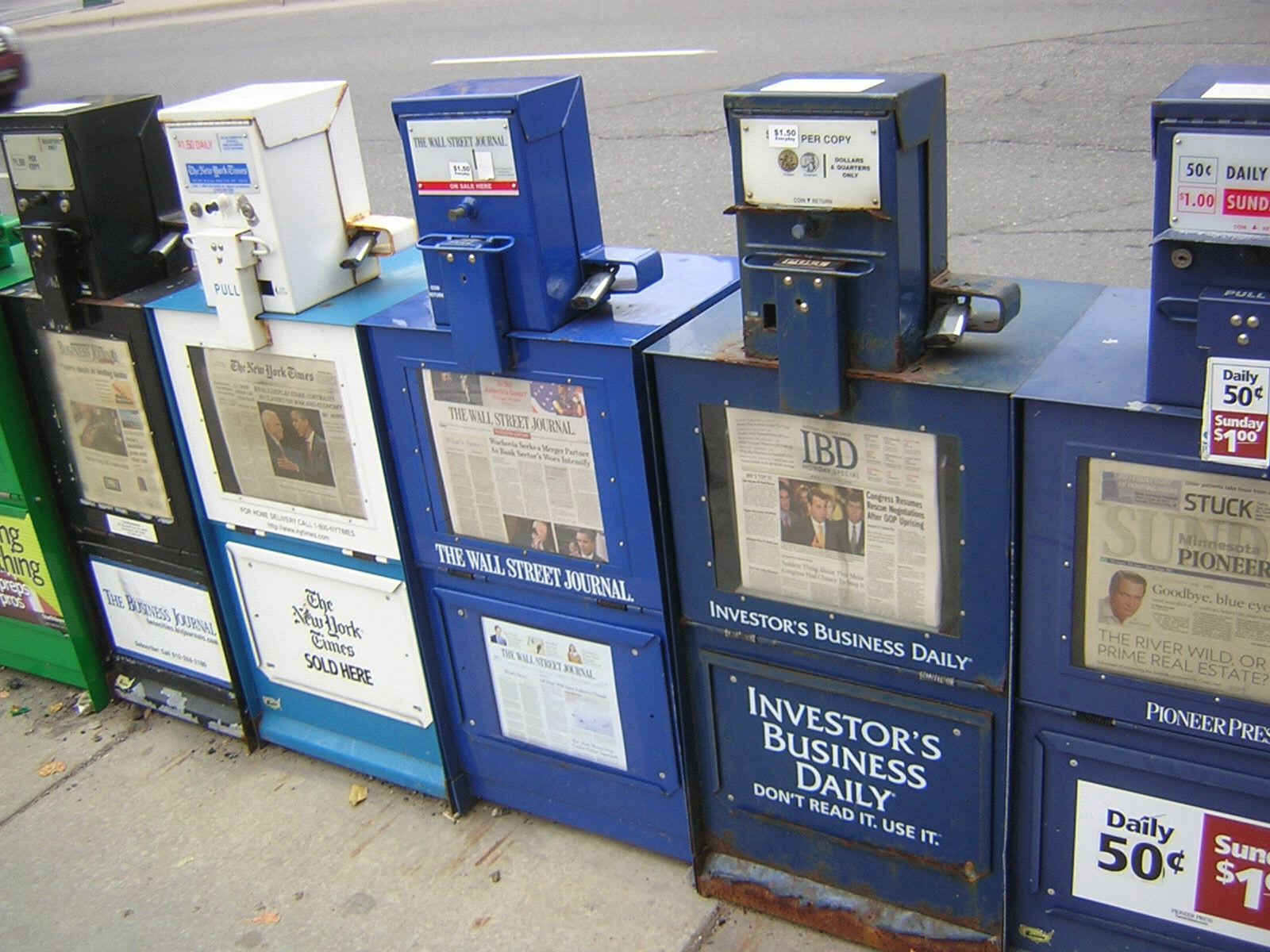
如此處所示，報紙在世界許多地方都很容易買到。

### 全球平面媒體
《世界人權宣言》指出：“人人有權享有見解和言論自由；這項權利包括持有見解不受干涉的自由，以及通過任何媒體不分國界地傳播信息和思想的自由。”
儘管西方的印刷媒體受到廣告趨勢下降的影響， 但中東的許多報紙和雜誌繼續出版。  對於大多數人口無法方便地訪問互聯網或電視的國家，報紙和雜誌是獲取新聞的一些方式。  然而，新聞紙不受政治影響的獨立性和可靠性在許多國家受到質疑。 無國界記者新聞自由指數衡量世界新聞自由程度的指數表明，在西方第一世界國家，新聞的權利沒有得到充分尊重，新聞界沒有完全自由地調查或批評政府。 然而，該指數還報告說，在政治不穩定的國家，情況更糟。

## 電影

### 國家電影
電影最強大的形式之一是國家電影，針對各個國家和不同的定義都有完整的書籍。  通過電影，特定國家內的意識形態群體可以通過電影構建和加強他們的集體身份，以及通過宣傳來構建和加強被認為是外國人的身份。

### 宣傳
宣傳是政治可以在電影中表現和操縱的一種方式。 俄羅斯製片人謝爾蓋·愛森斯坦 (Sergei Eisenstein) 和弗谢沃罗德·普多夫金 (Vsevolod Pudovkin) 被認為是宣傳美學的誕生者，其潛在的假設是通過操縱代表現實的電影圖像，他們可以操縱觀眾對現實的概念。  紀錄片可以成為比其他類型電影更有效的宣傳形式，因為這種表現形式聲稱可以反映現實，從而更容易混淆對觀眾的洗腦。
英國的新聞片，如第一次世界大戰的索姆河戰役，是一種宣傳，因為它們只從他們自己的角度展示了這場戰爭，儘管它可以說比最近的戰爭紀錄片更誠實和客觀（因為它們是在沒有根據需要進行調整的情況下編輯的） 戲劇或史詩效果）。 他們的攝影師留在他們的前線，這至少提供了一些真相。 根據 Furhammar 和 Isaksson 的說法，俄羅斯電影製作人是“蒙太奇大師”，他們發現了電影通過剪輯、節奏剪輯和教學方法創造令人信服的幻覺的力量。

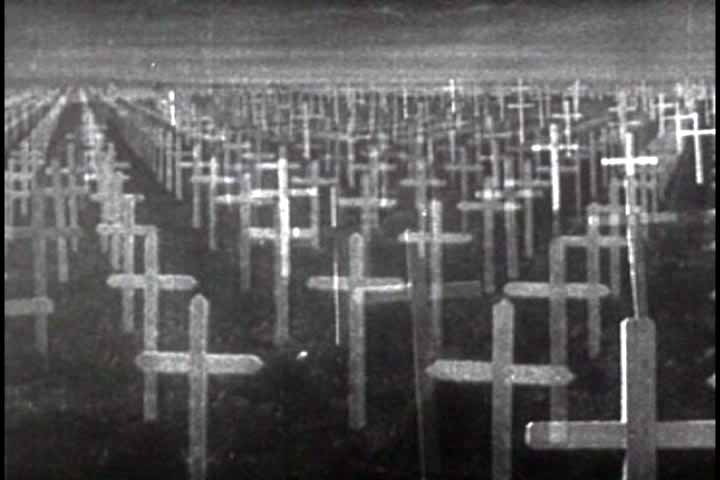
1943 年《我們為何而戰》第三部電影《分而治之》中的一個場景。

當聲音成為可能時，據說紀錄片通過使用演講者的聲音和音樂在政治上變得更加強大。  在納粹德國，新聞片與故事片一樣重要，而在法西斯意大利，宣傳主要限於紀錄片。  比較美國系列片《我們為何而戰》（英語：Why We Fight）的前三部和納粹紀錄片《西方的勝利》 （Sieg im Westen）證明即使對同一事件有兩種相反的解釋也是多麼令人信服。 第一個在幾個小時內涵蓋了數年，但它的密度掩蓋了任何對真相的遺漏，而後者設法用真實的圖像描繪了戰爭，但沒有流血或死亡。 關於西班牙內戰的紀錄片也是如此。
紀錄片中政治問題的偽造可以通過提升事件的鏡頭而不是正在處理的事件並將它們包括在電影中來製造，這樣它們看起來像是它聲稱代表的“現實”的一部分。 例如，眾議院非美活動委員會在 1960 年通過廢除行動(Operation Abolition) 做到了這一點，納粹新聞片將盟軍在迪耶普戰敗的場景描繪成諾曼底入侵的真實場景 僅僅幾天之後，就讓觀眾相信帝國的成功。 觀眾的政治派別也可以通過實際上演表面上真實的事件來操縱，就像 1944 年的納粹電影《元首給猶太人一個小鎮》所做的那樣。

## 電視

### 電視在美國總統選舉中的作用
大眾媒體一直在影響政治進程，但對電視的創新影響最大。  由於電視是選民獲取候選人信息和一般新聞的最流行方式，因此電視是政治團體影響公眾的有力方式。
這種轉變始於 1960 年代初期，當時新聞廣播節目擴展到 30 分鐘的節目，這允許更大的新聞報導和容量。 這一擴大的時間段也讓更多的注意力集中在總統候選人身上，網絡新聞很快成為國家政治報導的中心。 由於新聞廣播是全國性的，播出的政治活動能夠影響全國的觀眾並在全國范圍內傳播影響。 

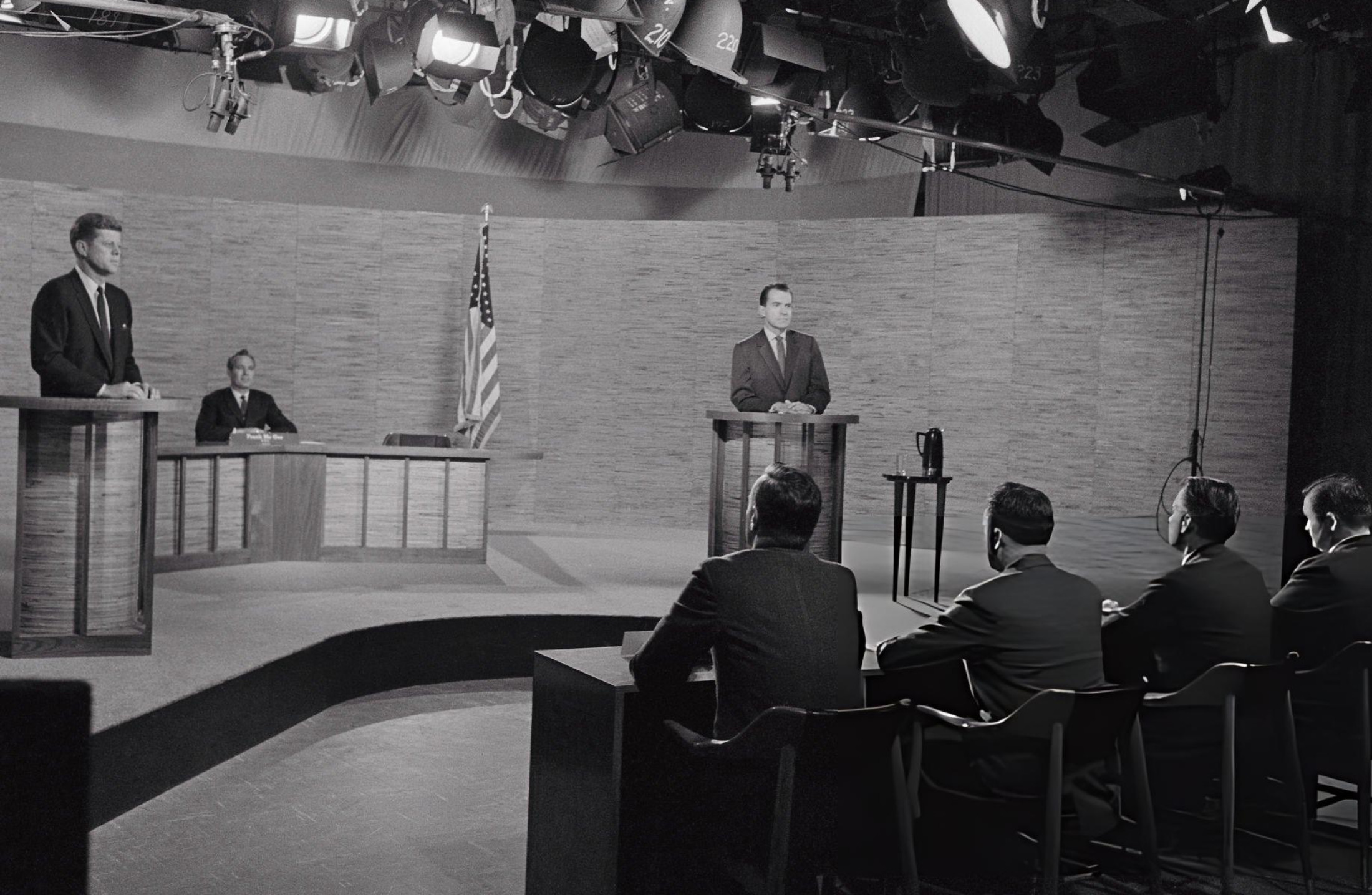
約翰·肯尼迪 (John F. Kennedy) 和理查德·尼克松 (Richard Nixon) 在第一次電視轉播的總統候選人辯論中。 1960年.

里克·申克曼 (Rick Shenkman) 在他的書《我們究竟有多愚蠢？：面對美國選民的真相》中分析了媒體對政治的影響，並觀察到美國選民在過去 50 年中獲得了重要的政治權力，儘管他們更容易受到操縱 因為他們對政治和世界事務的了解減少了。 他還聲稱“政客們一再誤導選民”，“通過營銷、编造機器和錯誤信息使美國政治變得愚蠢”。
通過對新聞故事進行優先排序，新聞媒體在決定國家政治現實方面發揮著重要作用； 他們提供將被視為事實的政治信息，並根據他們在特定問題上投入的播放時間和對它的重視程度，向觀眾表明對每個主題的重視程度。 例如，電視新聞可以通過決定新聞廣播的開頭故事是什麼或通過改變故事的時間長度來提供關於主題顯著性的線索。  當這些提示在廣播之後、日復一日地重複廣播時，它們可能能夠有效地傳達廣播員希望每個主題具有的重要性。

## 互聯網

### 對政治媒體的影響
互聯網為世界提供了一種在政治信息和政治角色方面進行教育、交流和談判的工具，個人和組織對它的使用已經增加並將繼續顯著增加。 這種快速增長可以與電視的繁榮及其作為一種媒體形式對政治的影響相提並論。 互聯網打開了一個評論和批評的世界，這反過來又允許新的更好的想法在許多人中傳播。  它提供了多向通信，使人們可以更輕鬆地與組織或與政治相關的人保持聯繫。  然而，關於媒體中的政治媒體複合體(PMC)存在許多爭議，因為互聯網可以鼓勵和促進提供從更廣泛的背景中提取的信息或有偏見的信息的做法，這會導致公眾對媒體的冷嘲熱諷。
通過互聯網/網絡渠道進入出版業相對容易，這為成為政治媒體複合體中的單人貢獻者或參與者提供了機會。

## 英國媒體電話竊聽醜聞
對現代西方主要政治媒體複合體中政治精英/階級與媒體之間關係的第一次重大重新評估，涉及代議制政治和法律程序的衰落以及隨之而來的對西方民主公共利益的侵蝕和威脅， 2011 年 7 月 6 日下午，國會議員 (MP) 們在英國議會進行了一場為期三小時的緊急辯論，摘錄了三篇文章的摘錄。
我們政客與媒體勾結太久了：我們依賴他們，我們尋求他們的青睞，我們在政治上的生死都是因為他們寫的和他們展示的，有時這意味著我們缺乏勇氣或 發生錯誤時有脊柱站起來。——2011 年 7 月 6 日下議院議事錄辯論，電話竊聽國會議員克里斯·布萊恩特 (Chris Bryant)。 第 1540 欄根據第 24 號議事規則進行緊急辯論。Column 1540.
作為國會議員，我們依賴媒體。 我們喜歡被他們喜歡； 我們需要被他們喜歡。 我們依賴媒體，這更適用於政府。 一個不可避免的觀察是，議會多年來表現得異常懦弱......——下議院議事錄辯論 2011 年 7 月 6 日，電話竊聽國會議員扎克·戈德史密斯 (Zac Goldsmith)。  第Column 1569欄 根據第 24 號議事規則進行緊急辯論。
我們面臨著規模不斷擴大的醜聞，包括黑客攻擊、干涉警方調查的指控，以及向官員付款的指控。 為了恢復對警察和媒體的信心和信任，我們必須鎖定有罪者，建立法定調查，淨化媒體文化，必要時淨化警察文化，並實施必要的改革以確保 受害者和公民的隱私再也不會受到侵犯。 從今天的辯論中可以清楚地看出，這是眾議院的意願，我們致力於實現這一目標。——下議院議事錄辯論 2011 年 7 月 6 日，電話竊聽國會議員湯姆·布雷克 (Tom Brake)。第Column 1580欄 根據第 24 號議事規則進行緊急辯論。
這些評論指的是（英國）議會成員與組成英國政府的成員、倫敦警察廳、和英國新聞國際（NI新闻集团的英國子公司）之間的關係的明顯影響以及後者組織的影響 關於前兩個機構。
新聞國際(NI)擁有的現已停刊的英國主要周日報紙《世界新聞報》被發現使用了一些信息採購方法，從而引發了這場辯論。
議會動盪導致英國政府對媒體與公眾、媒體與警察以及媒體與政客之間的關係和互動進行了三管齊下的公開司法調查，稱為 Leveson 調查 (Leveson Inquiry)。 其調查結果於 2012 年 11 月 29 日發布，基於為期八個月的調查（2011 年 11 月至 2012 年 6 月），該調查探討了這些關係。 雖然 Leveson 的調查結果是針對英國的政治媒體複合體，但一些評論員認為，其調查結果將通過與其他國家類似現有網絡的相關性而具有全球影響 。

## 拓展阅读
- Chandler, Daniel. . . New York City: Routledge. 2002: 186–90. ISBN 0-415-36375-6.
- Conboy, Martin. . Routledge. 2007. ISBN 978-0-415-37202-2.
- Craig, Douglas B. (2000). Fireside Politics: Radio and Political Culture in the United States. The Johns Hopkins University Press. ISBN 9780801883125
- Davies, Nick. . Vintage. 2009. ISBN 978-0-09-951268-4.
- Herman, Edward S.; Chomsky, Noam. . New York City: Vintage. 1994. ISBN 0-375-71449-9.
- Horten, Gerd (2002). Radio Goes to War: the cultural politics of propaganda during World War II. University of California Press. ISBN 0-520-20783-1.
- Land, Jeff (1999). Active Radio: Pacifica's Brash Experiment. Minneapolis: University of Minnesota. ISBN 0-8166-3157-3.
- Smail, David (1984). "The Language of Anxiety". Illusion and Reality: The Meaning of Anxiety. Dent. pp. 81–98. ISBN 0-09-477440-4.